# Peter, Sue & Marc

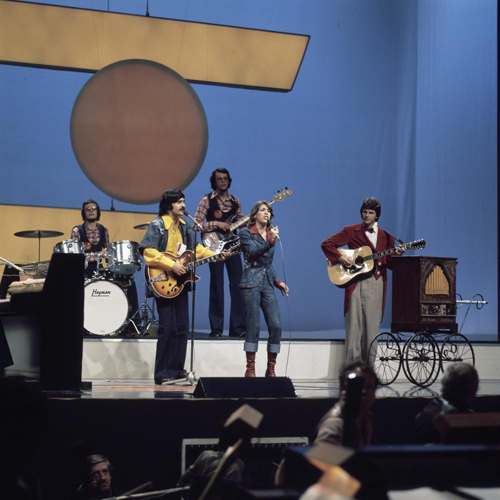
Peter, Sue & Marc under repetitionen inför Eurovision Song Contest 1976.

Peter, Sue & Marc var en schweizisk sånggrupp från Bern. Medlemmarna var Peter Reber (född 1949, sång/piano/gitarr), Sue Schell (född 1950, sång) och Marc Dietrich (född 1948, sång/gitarr). De är mest kända för att ha representerat Schweiz fyra gånger i Eurovision Song Contest (och även på fyra olika språk: franska 1971, engelska 1976, tyska 1979 och italienska 1981). Gruppen sålde över 2 miljoner skivor i Schweiz. De har haft konserter i bland annat Tyskland, Österrike och Japan. Deras mest kända låt är Cindy från 1976.